# Ga Núi Gôi
Ga Núi Gôi là một nhà ga xe lửa tại huyện Vụ Bản tỉnh Nam Định. Nhà ga là một điểm của đường sắt Bắc Nam và nối với ga Trình Xuyên với ga Cát Đằng.

## Các tuyến
- Đường sắt Bắc Nam